# بوها-ميريا-رينيا
بوها-ميريا-رينيا (بالفرنسية: Bohas-Meyriat-Rignat)‏ هي بلدية فرنسية تقع في إقليم الآن في فرنسا. رمز إنسي لها هو:1245. أما الرمز البريدي لها فهو: 1250.